# Cəngənəvud
Cəngənəvud è un comune dell'Azerbaigian situato nel distretto di Lerik.